# Поток Мутаљ
Поток Мутаљ је водени ток на Фрушкој гори, притока је канала Чикаш, дужине 5,3km, површине слива 22,7km², у сливу реке Саве.
Настаје на 12 спајањем Грабовца (7,9km) и Ралинца (7,9km) који дренирају јужне падине Фрушке горе. Текући ка југу протиче кроз насеље Велики Радинци након чега се улива у канал Чикаш (96 м.н.в.). Узводно од насеља Мутаљ је периодичан ток, а низводно сталан. Максимални протицаји износе 7,5 m³/с. Ралинац протиче кроз насеље Шуљам, а у долини Грабовца се површински коп Мутаљ. Око 500 метара узводно од копа некада се налазило језеро Мутаљ.